# 1975, de atoombom is gevallen
1975, de atoombom is gevallen (Engelse titel: The crucified city) is een sciencefictionroman uit 1962 van de Britse schrijver Peter Van Greenaway. Het verscheen in voorzomer 1966 in Nederland bij Het Spectrum als Prisma Pockets 1160 voor een prijs van 1,90 gulden. De omslag was een ontwerp van Eppo Doeve. Centraal thema is het gevolg van fall-out na een atoombom afgeworpen op Londen.

## Inhoud
Het is 1975; er is al maanden dreiging van de Verenigde Staten op de Sovjet-Unie over een geschil omtrent de bouw van een grote legermacht op de grens van West- en Oost-Duitsland. Vlak voor Pasen 1975 stelde de Verenigde Staten een ultimatum, dat dat afgelopen moest zijn. Op Witte Donderdag 26 maart 1975 in de ochtend bevindt Richard Creston zich in de Metro van Londen, Piccadilly Line tussen Earl's Court en Hyde Park Corner. Vlak voor de aankomst bij dat laatste metrostation ziet hij (zelfs in de tunnels van de metro) de lichtflits van een ontplofte waterstofbom, die ergens in de buurt van Colchester is geworpen.  Men wordt in de metro alle kanten op geslingerd door luchtdruk en het feit dat de wagons direct stilstaan. Direct overlijden al vele treinpassagiers. Overlevende Creston hoort echter al snel geruis van stromend water; hij vermoedt dat de impact van de bom dermate groot was dat een kademuur van de Theems het begeven heeft en dat het water de metrotunnels in stroomt. Creston weet als een van de weinigen het straatniveau te bereiken en sluit zich aan bij een bont gezelschap onder leiding van een doofstomme, dat als een soort bedevaart onderweg is naar de onderzoeksreactor in Aldermaston. Gedurende de reis, die het gehele Paasweekend in beslag neemt, sluiten diverse mensen zich bij de groep aan, maar overlijden er ook een aantal aan de Groene ziekte. Gedurende de reis vallen mensen van hun geloof af, maar er zijn ook die er zich toe wenden; er ontstaat een liefde en vriendschap tussen diverse deelgenoten. Het is allemaal van korte duur: nog voor Paasmaandag 30 maart 1975 is de gehele groep overleden, op de doofstomme na.   